# Pillanlelbún (comuna)
Pillanlelbún fue una de las comunas que integró el antiguo departamento de Llaima, en la provincia de Cautín.
En 1920, de acuerdo al censo de ese año, la comuna tenía una población de 1613 habitantes. Su territorio fue organizado por decreto N.º 4.560 del 30 de noviembre de 1920.

## Historia
La comuna fue creada por decreto N.º 4.560 del 30 de noviembre de 1920.
Es suprimida por decreto N.º 2.173 del 9 de agosto de 1923.